# Daniel Zaragoza
Daniel Zaragoza est un boxeur mexicain né le 11 décembre 1957 à Mexico.

## Carrière
Il remporte le titre vacant de champion du monde des poids coqs WBC le 4 mai 1985 en battant par disqualification au 7e round Freddie Jackson mais s'incline dès le combat suivant face à Miguel Lora le 9 août.
Passé dans la catégorie supérieure, il devient champion d'Amérique du Nord NABF des super-coqs le 6 décembre 1986 puis champion WBC à 3 reprises en 1988, 1991 et 1995.

## Distinction
- Daniel Zaragoza est membre de l'International Boxing Hall of Fame depuis 2004[1].